# شهرستان هشترود
شهرستان هشترود یکی از شهرستان‌های استان آذربایجان شرقی است. مرکز این شهرستان شهر هشترود است. این شهر در جنوب شرقی شهر تبریز واقع شده و ۱۲۰ کیلومتر با آن فاصله داردو در غرب شهر میانه  واقع شده و ۶۵ کیلومتر با آن فاصله دارد. این شهرستان دارای ۲ شهر به نام های هشترود و نظر کهریزی و ۲ بخش با نام‌های  بخش مرکزی و بخش نظر کهریزی است .ونیز آتش بیگ مرکز دهستان قرانقو (با ۴۷روستا) از مهم‌ترین دهستان‌های اين شهرستان است. این شهرستان ۱۶ مین شهرستان پرجمعیت استان آذربایجان شرقی و سیزدهمین شهرستان بزرگ استان آذربایجان شرقی (از نظر مساحت) است.

## تقسیمات کشوری
- بخش مرکزی شهرستان هشترود

- - دهستان لامشان
  - دهستان سلوک
  - دهستان علی‌آباد
  - دهستان آلمالو
  - دهستان آسایش
  - دهستان کوهسار
  - دهستان چاراویماق شمال شرقی

شهرها: هشترود
- بخش نظرکهریزی
  - دهستان قرانقو با ۴۷روستا به مرکزیت آتش بیگ

- - دهستان نظرکهریزی با مرکزیت نظرکهریزی

شهرها: نظر کهریزی